# Oswaldo Chaurant
Oswaldo José Chaurant Arreaza (Ciudad Guayana, Estado Bolívar, Venezuela; 27 de mayo de 1984) es un exfutbolista y entrenador venezolano que actualmente dirige a Trujillanos Fútbol Club de la Segunda División de Venezuela.
Jugaba como centrocampista y su último equipo fue el Lala Fútbol Club de la Primera División de Venezuela.

## Clubes
| Club               | País      | Año         | Partidos | Goles |
| ------------------ | --------- | ----------- | -------- | ----- |
| Trujillanos F.C.   | Venezuela | 2004 - 2007 | 32       | 0     |
| Guaros F.C.        | Venezuela | 2007        | 14       | 0     |
| Trujillanos F.C.   | Venezuela | 2008        | 9        | 0     |
| Zamora F.C.        | Venezuela | 2008 - 2009 | 35       | 13    |
| Mineros de Guayana | Venezuela | 2010        | 30       | 2     |
| Deportivo Táchira  | Venezuela | 2011        | 8        | 0     |
| Carabobo F.C.      | Venezuela | 2012 - 2013 | 11       | 2     |
| ACD Lara           | Venezuela | 2014 - 2018 | 104      | 1     |
| Lala F.C.          | Venezuela | 2020        | 5        | 0     |

## Palmarés

### Campeonatos nacionales
| Título           | Club              | País      | Año     |
| ---------------- | ----------------- | --------- | ------- |
| Primera División | Deportivo Táchira | Venezuela | 2010/11 |
| Torneo Clausura  | ACD Lara          | Venezuela | 2017    |
| Torneo Clausura  | ACD Lara          | Venezuela | 2018    |